# Коричинецька сільська рада
Коричине́цька сільська́ ра́да — адміністративно-територіальна одиниця та орган місцевого самоврядування в Деражнянському районі Хмельницької області. Адміністративний центр — село Коричинці.

## Загальні відомості
Коричинецька сільська рада утворена в квітні 1994 року.
- Територія ради: 34,164 км²
- Населення ради: 768 осіб (станом на 2001 рік)

## Населені пункти
Сільській раді були підпорядковані населені пункти:
- с. Коричинці

## Склад ради
Рада складалася з 16 депутатів та голови.
- Голова ради: Чорна Тетяна Геннадіївна
- Секретар ради: Логінова Олена Михайлівна

### Керівний склад попередніх скликань
| Прізвище, ім'я, по батькові | Основні відомості                                                               | Дата обрання | Дата звільнення |
| --------------------------- | ------------------------------------------------------------------------------- | ------------ | --------------- |
| Добжанська Галина Яківна    | Сільський голова, 1954 року народження, позапартійна                            | 26.03.2006   | 31.10.2010      |
| Чорна Тетяна Геннадіївна    | Сільський голова, 1968 року народження, освіта середня спеціальна, позапартійна | 31.10.2010   |                 |

Примітка: таблиця складена за даними сайту Верховної Ради України

### Депутати
За результатами місцевих виборів 2010 року депутатами ради стали:

#### За суб'єктами висування
| Суб'єкт висування                                   | Кількість обраних депутатів | %    |
| --------------------------------------------------- | --------------------------- | ---- |
| Партія регіонів                                     | 7                           | 43,8 |
| Самовисування                                       | 6                           | 37,5 |
| Комуністична партія України                         | 2                           | 12,5 |
| Політична партія Всеукраїнське об'єднання «Свобода» | 1                           | 6,3  |

#### За округами
| № округу                                            | Прізвище, ім'я, по батькові   | Дата визнання обраним | Освіта             | Партійна приналежність                    | Відомості про обраного депутата                 |
| --------------------------------------------------- | ----------------------------- | --------------------- | ------------------ | ----------------------------------------- | ----------------------------------------------- |
| Комуністична партія України                         |                               |                       |                    |                                           |                                                 |
| 8                                                   | Гончар Іванна Миколаївна      | 01.11.2010            | середня            | член Комуністичної партії України         | приватний підприємець, продавець                |
| 13                                                  | Довгань Лариса Броніславівна  | 01.11.2010            | середня            | позапартійна                              | приватний підприємець, продавець                |
| Партія регіонів                                     |                               |                       |                    |                                           |                                                 |
| 1                                                   | Романова Оксана Володимирівна | 01.11.2010            | середня            | позапартійна                              | Коричинецька сільська рада, посильна            |
| 2                                                   | Котік Валентина Миколаївна    | 01.11.2010            | середня спеціальна | позапартійна                              | Коричинецька сільська рада, секретар            |
| 4                                                   | Прокопенко Ніна Микитівна     | 01.11.2010            | середня спеціальна | позапартійна                              | Коричинецька сільська рада, бухгалтер           |
| 5                                                   | Логінова Олена Михайлівна     | 01.11.2010            | вища               | позапартійна                              | Коричинецький дитячий садок, вихователь         |
| 10                                                  | Савій Тетяна Йосипівна        | 01.11.2010            | середня            | позапартійна                              | СТОВ"Коричинецьке", завідувачка ферми           |
| 11                                                  | Левицька Ольга Іванівна       | 01.11.2010            | вища               | позапартійна                              | Коричинецьке відділення зв'язку, завідувачка    |
| 14                                                  | Бідна Лілія Мінісламівна      | 01.11.2010            | середня            | позапартійна                              | Коричинецьке відділення зв'язку, поштар         |
| Політична партія Всеукраїнське об'єднання «Свобода» |                               |                       |                    |                                           |                                                 |
| 3                                                   | Левицька Наталія Михайлівна   | 01.11.2010            | середня            | член Всеукраїнського об'єднання «Свобода» | Деражнянський район електромереж, контролер     |
| Самовисування                                       |                               |                       |                    |                                           |                                                 |
| 6                                                   | Дудник Василь Петрович        | 01.11.2010            | вища               | позапартійний                             | Вовковинецька школа-інтернат, музичний керівник |
| 7                                                   | Кочмар Наталія Вікторівна     | 27.12.2010            | середня            | позапартійна                              | магазин, продавець                              |
| 9                                                   | Теслюк Валентина Анатоліївна  | 01.11.2010            | середня            | позапартійна                              | приватний підприємець, продавець                |
| 12                                                  | Шпарьов Анатолій Леонідович   | 01.11.2010            | середня            | позапартійний                             | тимчасово не працює                             |
| 15                                                  | Бадьора Микола Петрович       | 01.11.2010            | середня            | позапартійний                             | тимчасово не працює                             |
| 16                                                  | Дидов Володимир Всеволодович  | 01.11.2010            | середня            | позапартійний                             | тимчасово не працює                             |